# Paweł Górski
Paweł Górski (ur. 24 stycznia 1950 w Łodzi) – polski internista i alergolog, profesor nauk medycznych, rektor Uniwersytetu Medycznego w Łodzi w kadencjach 2008–2012 i 2012–2016.

## Życiorys
Jest absolwentem XVIII Liceum Ogólnokształcącego w Łodzi, do którego uczęszczał w latach 1963–1967.
W 1973 ukończył studia na Wydziale Lekarskim Akademii Medycznej w Łodzi. Na tej samej uczelni uzyskiwał stopnie doktora (w 1976 na podstawie pracy Wziewanie polimyksyny B jako metoda ujawniania nadreaktywności dróg oddechowych oraz oceny udziału komórki tucznej w patomechanizmie tej nadreaktywności) oraz doktora habilitowanego (w 1986 w oparciu o rozprawę zatytułowaną Badanie nad udziałem oskrzelowych komórek tucznych i bazofilów krwi obwodowej w patomechanizmie nadreaktywności oskrzeli u chorych na astmę). W 1993 otrzymał tytuł profesora nauk medycznych.
Specjalizował się w zakresie chorób wewnętrznych (I stopnia w 1976, II stopnia w 1980) oraz z alergologii (1992).
Od 1973 zawodowo związany z Akademią Medyczną w Łodzi i następnie Uniwersytetem Medycznym w Łodzi, od 2000 na stanowisku profesora zwyczajnego. Od 1988 do 1999 pracował również w Instytucie Medycyny Pracy w Łodzi, gdzie kierował Kliniką Chorób Zawodowych. Na łódzkiej uczelni medycznej obejmował natomiast kierownictwo Kliniki Pneumonologii i Alergologii, a także kolejno Katedry Pulmonologii i Alergologii oraz I Katedry Chorób Wewnętrznych. W 2008 i w 2012 wybierany na rektora Uniwersytetu Medycznego w Łodzi.
Członek m.in. Towarzystwa Internistów Polskich, Polskiego Towarzystwa Chorób Płuc, Polskiego Towarzystwa Alergologicznego i Łódzkiego Towarzystwa Naukowego.
Odznaczony m.in. Krzyżem Oficerskim Orderu Odrodzenia Polski (2009).